# Радостово
Ра́достово (бел. Ра́дастава) — агрогородок в Дрогичинском районе Брестской области Белоруссии. Административный центр Радостовского сельсовета. Население — 1036 человек (2019).

## География
Радостово находится в 28 км к юго-западу от Дрогичина. В 5 км к югу проходит граница с Украиной. Вокруг села — сеть мелиоративных каналов со стоком в Белозёрский канал (бассейн Припяти). Через деревню проходит автодорога Дрогичин — Дивин. Ближайшая ж/д станция в Дрогичине (линия Брест — Пинск).

## История
Радостово впервые упомянуто в XV веке. Административно деревня принадлежала Берестейскому воеводству Великого княжества Литовского.
После третьего раздела Речи Посполитой (1795 год) в составе Российской империи, принадлежало Гродненской губернии.
В 1862 году в центре деревни была возведена деревянная Покровская церковь (сохранилась).
В деревне не редко случались пожары, так только в начале сентября 1897 г. было уничтожено 22 крестьянских двора.
Согласно Рижскому мирному договору (1921) деревня вошла в состав межвоенной Польши, где принадлежала Дрогичинскому повету Полесского воеводства. С 1939 года — в составе БССР.

## Достопримечательность
- Покровская церковь. Построена в 1862 году. Памятник архитектуры деревянного зодчества с чертами русского стиля. Церковь включена в Государственный список историко-культурных ценностей Республики Беларусь[7].